# Віль (Північний Рейн-Вестфалія)
Віль (нім. Wiehl) — громада в Німеччині, знаходиться в землі Північний Рейн-Вестфалія. Підпорядковується адміністративному округу Кельн. Входить до складу району Обербергішер.
Площа — 53,27 км2. Населення становить 25 199 ос. (станом на 31 грудня 2020).